# ادیت الیوت
ادیت الیوت (انگلیسی: Edythe Elliott؛ ۱۴ ژوئیه ۱۸۸۶ – ۹ آوریل ۱۹۷۸) بازیگر اهل ایالات متحده آمریکا بود.